# Hundsbach (Haut-Rhin)
Hundsbach ist eine französische Gemeinde mit 357 Einwohnern (Stand 1. Januar 2022) im Département Haut-Rhin in der Region Grand Est (bis 2015 Elsass). Sie gehört zum Arrondissement Altkirch, zum Kanton Altkirch und zum Gemeindeverband Sundgau.

## Geografie
Die Gemeinde Hundsbach im Sundgau liegt an der Mündung des Hundsbaches in den Thalbach, einem Nebenfluss der Ill zwischen Altkirch und Basel.
Der Ort liegt im lössbedeckten Sundgauer Tertiärhügelland, im Bereich der pliozän-altpleistozänen Sundgauschotter. Das Tal weist die für den Sundgau typische Asymmetrie auf. Der stärker wetterexponierte, damit stärker erodierte Nordhang ist steiler als der unter dem Lössmantel sanfter geböschte Südhang.
Nachbargemeinden von Hundsbach sind Zaessingue im Norden, Franken im Osten, Willer im Süden sowie Hausgauen im Westen.

## Geschichte
Ersterwähnung 1265. Bis 1324 unter der Herrschaft der Grafen von Pfirt, dann habsburgisch bis zum Westfälischen Frieden 1648. Übergang an Frankreich. Hundsbach war vor 1699 Hauptort einer 16 Dörfer umfassenden Vogtei. An der Stelle der Odilienkapelle befand sich einst die Mutterkirche mehrerer Dörfer der Umgebung. Wahlbach war bis 1780 Filial der Hundsbacher Kirche. Vom ehemaligen Kirchhof noch ein Kruzifix des 18. Jahrhunderts erhalten.
Von 1871 bis zum Ende des Ersten Weltkrieges gehörte Hundsbach als Teil des Reichslandes Elsaß-Lothringen zum Deutschen Reich und war dem Kreis Altkirch im Bezirk Oberelsaß zugeordnet.

### Bevölkerungsentwicklung
| Jahr      | 1910 | 1962 | 1968 | 1975 | 1982 | 1990 | 1999 | 2006 | 2017 |
| Einwohner | 259  | 171  | 190  | 173  | 190  | 211  | 224  | 271  | 346  |

## Sehenswürdigkeiten
Sankt-Martins-Kirche: Erbaut 1778. Kirchturm von der Vorgängerkirche. Beachtenswerte Innenausstattung. Reich verzierte Barockkanzel. Auf dem Hauptaltar eine Sankt Martinsdastellung von Martin von Feuerstein. Im Chor Gemälde: Der Heilige Nikolaus von Charles Bulffer. Orgel des Orgelbaumeisters Friedrich Goll aus dem Jahre 1891 (Opus 96 von fast 600), in weitgehend originalem Zustand mit 2 Manualen und 22 Registern.
Pfarrhaus aus dem 18. Jahrhundert (jetzt Mairie) mit hohem Walmdach, Segmentbogenfenstern und markanten Eckquadern, von der Abtei Maseveaux erbaut.
Einige beachtenswerte Fachwerkbauten, die meisten in der neueren Stockwerkbauweise. Haus Nr. 12 an der Rue Principale in der altertümlicheren Ständerbauweise mit hauswandhohen Wandständern und traufwandhohen Langstreben, vermutlich aus dem 17. Jahrhundert. Ebenso das Nachbarhaus Nr. 10. Auch hier das altertümlich weitabständige Fachwerk. - Das Haus Nr. 16 an der Rue Principale mit Bauschmuck: Die um 1800 beliebte kartuschenartige Gestaltung der Fensterbrüstungen und der Stirnseite der Laubenbrüstung, Fenster mit Stichbogen, Laube mit Andreaskreuzen, die Giebelschwelle profiliert. Auch dieses Haus, das aus dem 18. Jahrhundert stammen könnte, ist noch in Ständerbauweise errichtet.
In Hundsbach steht eine heute elektrisch angetriebene Mühle. Die ehemalige Wassermühle wurde um 1394 errichtet. Jetziges Gebäude von 1798. Im Jahr 2003 konnte sich eine Gruppe von freiwilligen Helfern für deren Erhalt durchsetzen.

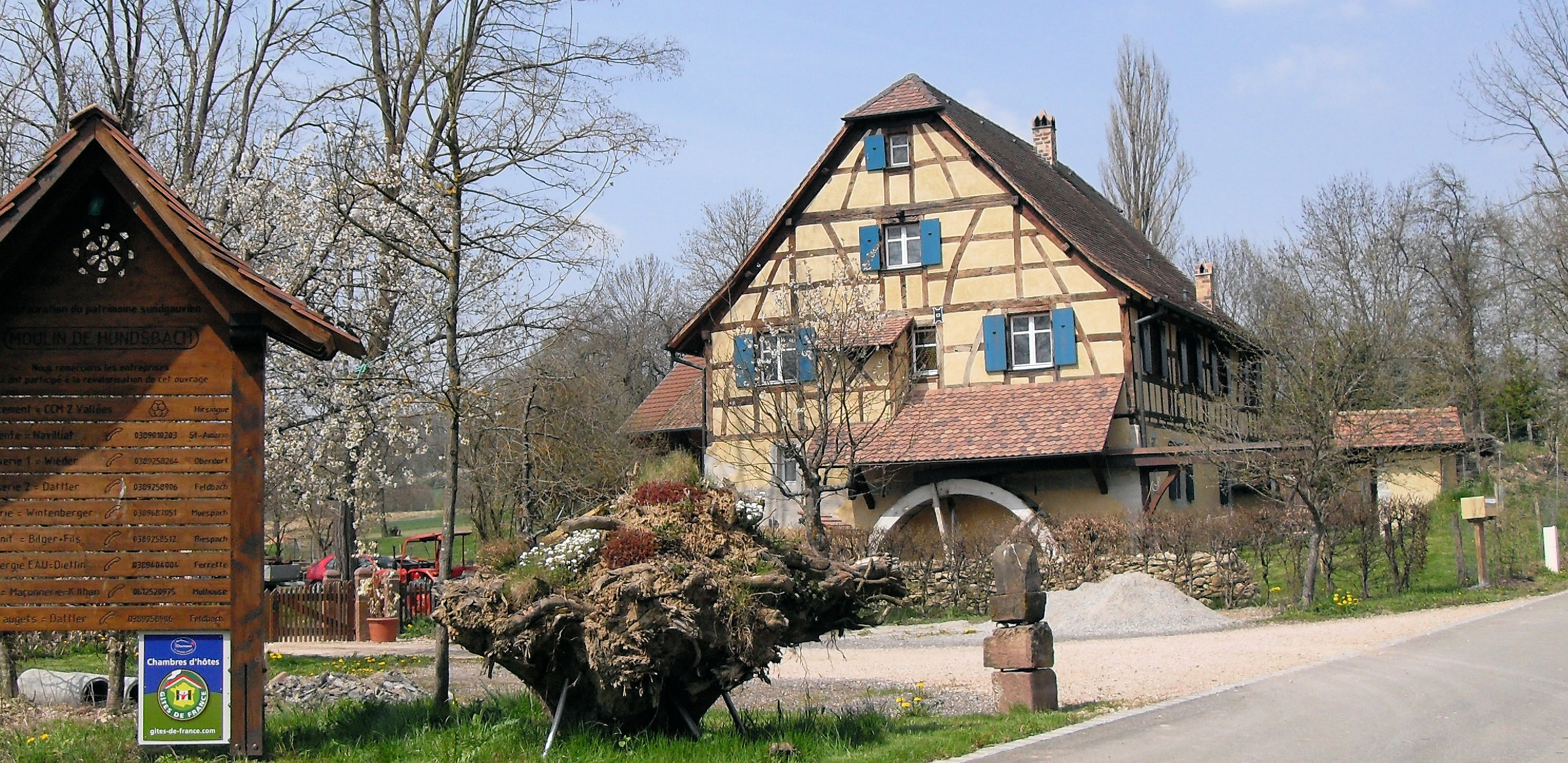
Mühle
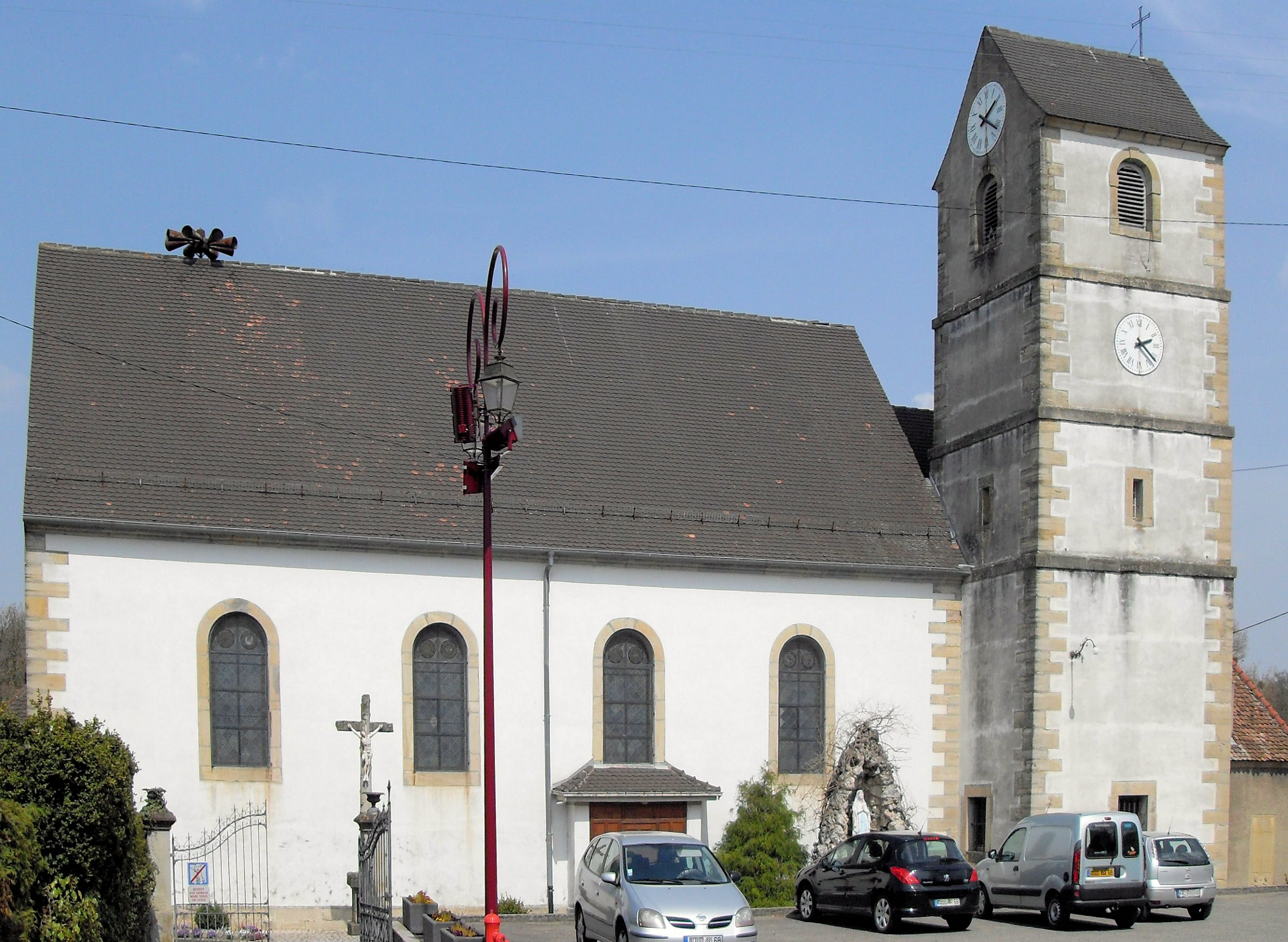
Kirche St. Martin
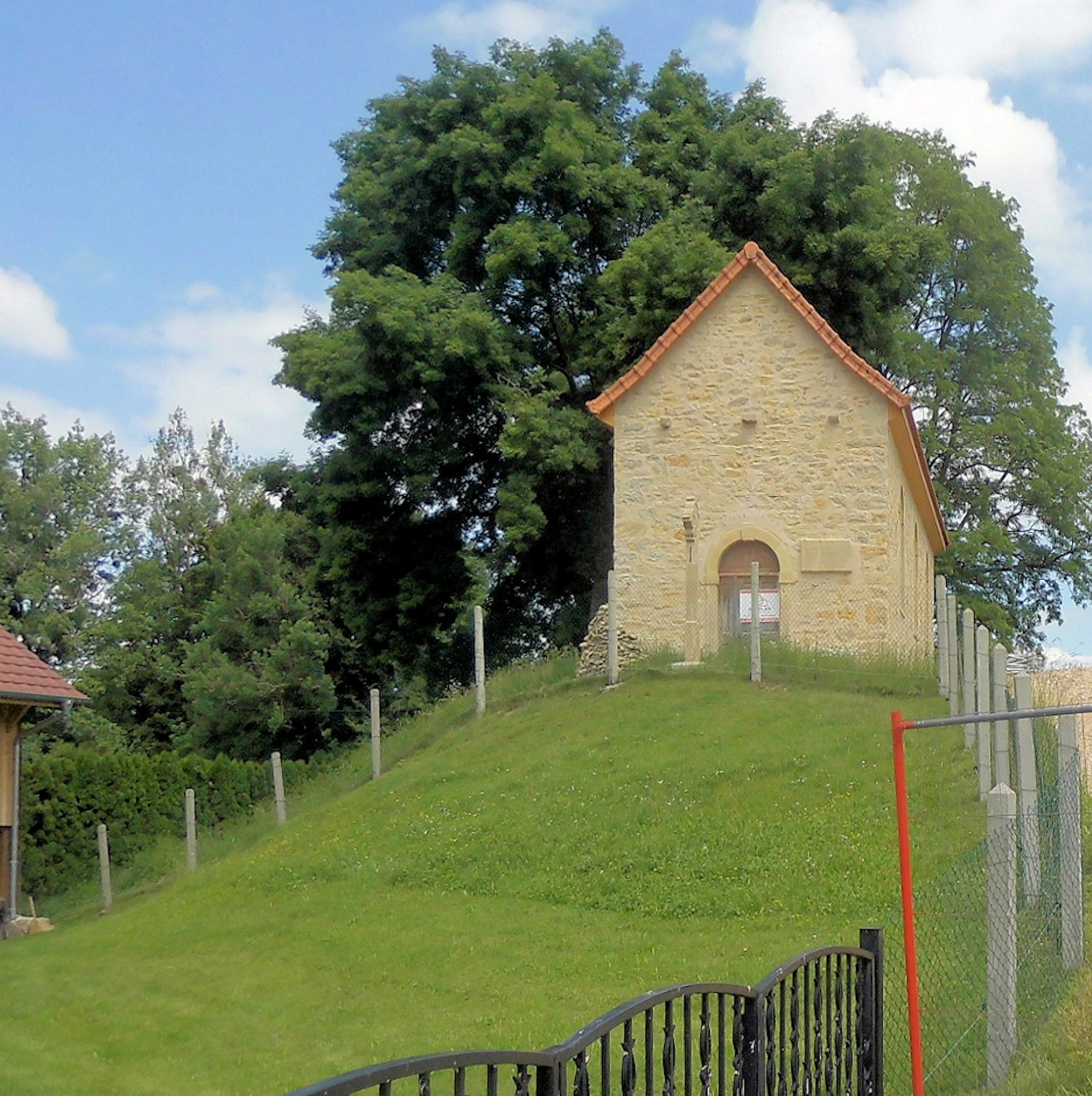
Kapelle Sainte-Odile